# 朝顔 (源氏物語)
朝顔（あさがお）は、
1. 『源氏物語』五十四帖の巻名の一つ。第20帖。巻名は光源氏と朝顔の歌「見しおりのつゆわすられぬ朝顔の花のさかりは過ぎやしぬらん」および「秋はてて霧のまがきにむすぼほれあるかなきかにうつる朝顔」による。朝顔がムクゲ（槿）の古称でもあることから、まれに「槿（あさがお）」と表記されることがある。
2. この巻のヒロインともなっている作中人物の通称。桃園式部卿宮の姫君。後述。

- 源氏物語 > 源氏物語各帖のあらすじ > 朝顔 (源氏物語)
- 源氏物語 > 源氏物語の登場人物 > 朝顔 (源氏物語)

| 源氏物語五十四帖 |        |    |        |
| 各帖のあらすじ   |        |    |        |
| 帖               | 名     | 帖 | 名     |
| 1                | 桐壺   | 28 | 野分   |
| 2                | 帚木   | 29 | 行幸   |
| 3                | 空蝉   | 30 | 藤袴   |
| 4                | 夕顔   | 31 | 真木柱 |
| 5                | 若紫   | 32 | 梅枝   |
| 6                | 末摘花 | 33 | 藤裏葉 |
| 7                | 紅葉賀 | 34 | 若菜   |
| 8                | 花宴   | 35 | 柏木   |
| 9                | 葵     | 36 | 横笛   |
| 10               | 賢木   | 37 | 鈴虫   |
| 11               | 花散里 | 38 | 夕霧   |
| 12               | 須磨   | 39 | 御法   |
| 13               | 明石   | 40 | 幻     |
| 14               | 澪標   | 41 | 雲隠   |
| 15               | 蓬生   | 42 | 匂宮   |
| 16               | 関屋   | 43 | 紅梅   |
| 17               | 絵合   | 44 | 竹河   |
| 18               | 松風   | 45 | 橋姫   |
| 19               | 薄雲   | 46 | 椎本   |
| 20               | 朝顔   | 47 | 総角   |
| 21               | 少女   | 48 | 早蕨   |
| 22               | 玉鬘   | 49 | 宿木   |
| 23               | 初音   | 50 | 東屋   |
| 24               | 胡蝶   | 51 | 浮舟   |
| 25               | 蛍     | 52 | 蜻蛉   |
| 26               | 常夏   | 53 | 手習   |
| 27               | 篝火   | 54 | 夢浮橋 |

## あらすじ
光源氏32歳の秋から冬の話。

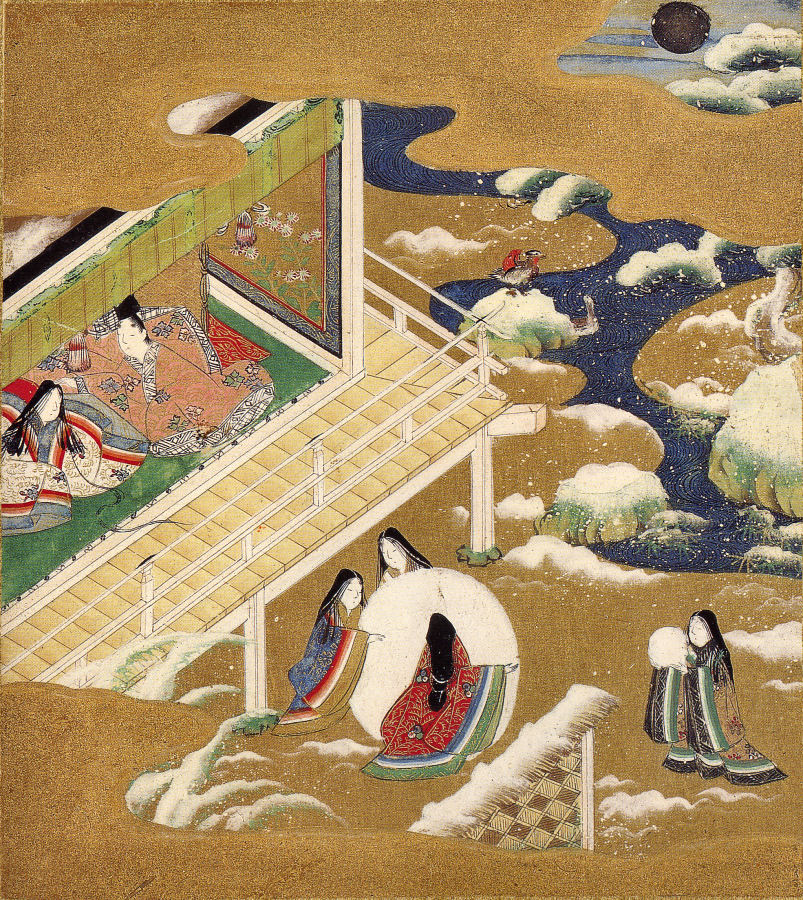
『源氏物語絵巻』朝顔　光源氏と紫の上が雪遊びをする童女を眺めている

藤壺の死去と同じ頃、源氏の叔父である桃園式部卿宮が死去したので、その娘、朝顔は賀茂斎院を退いて邸にこもっていた。若い頃から朝顔に執着していた源氏は、朝顔と同居する叔母女五の宮の見舞いにかこつけ頻繁に桃園邸を訪ね、紫の上を不安にさせる。朝顔も源氏に好意を抱いていたが、源氏と深い仲になれば、六条御息所と同じく不幸になろうと恐れて源氏を拒んだ。朝顔への思いを諦めた源氏は、雪の夜、紫の上をなぐさめつつ、藤壺をはじめ、これまでの女性のことを話して過去を振り返る。その夜源氏の夢に藤壺があらわれ、罪が知れて苦しんでいると言って源氏を恨んだ。翌日、源氏は藤壺のために密かに供養を行い、来世では共にと願った。

## 朝顔の姫君
桐壺帝の弟・桃園式部卿宮の姫君で、光源氏のいとこにあたる。名前は、源氏からアサガオの花を添えた和歌を贈られたという「帚木」や「朝顔」の逸話からきており、そこから「朝顔の姫君」「朝顔の斎院」「槿姫君」「槿斎院」などの呼び名がある。五十四帖中「帚木」から「若菜」まで登場。
源氏が若い頃から熱をあげていた女君の一人で、高貴の出自のため正妻候補に幾度か名前が挙がり、正妻格の紫の上の立場を脅かした。姫君自身も源氏に好意を寄せているが、源氏の恋愛遍歴と彼と付き合った女君たちの顛末を知るにつけ妻になろうとまでは思わず、源氏の求愛を拒み続けてプラトニックな関係を保ち、折に触れて便りを交わす風流な友情に終始した（ただし、肉体関係が全くなかったかについては異説もある）。朱雀帝時代から斎院を長く続けたため婚期を逃し、そのまま独身を貫き通して出家、物語の表舞台から消える。